# Ennia Trazylla
Ennia Trazylla, znana również jako Ennia Naeva lub Ennia Naevia, Ennia, żona Makrona, Ennia i Eunia (ur. ok. 15 – zm. w 38, Ennia gr. Έννίας, Ennia Trazylla gr. Έννία Θράσυλλα) – Rzymianka arystokratycznego pochodzenia żyjąca w I wieku naszej ery.

## Pochodzenie
Ennia była córką i jedynym znanym dzieckiem Lucjusza Enniusza i jego nieznanej z imienia żony. Prawdopodobnie miała brata noszącego to samo imię co ich ojciec, który był ojcem Lucjusza Enniusza Feroksa, rzymskiego żołnierza, służącemu w armii za panowania cesarza Wespazjana w latach 69–79.
Jej ojciec, Lucjusz Enniusz, był ekwitą, wywodzącego się z Cyrenajki i bliskim przyjacielem cesarza Tyberiusza, który panował w latach od 14 do 37. Lucjusz Enniusz był dalekim krewnym Kwintusa Enniusza, poety żyjącego w czasach republiki i Maniusa Enniusza, żołnierza, który służył pod Germanikiem w 14 roku na Renie.
Jego żona i matka Enni, której imię nie dochowało się do naszych czasów była córką i najstarszym dzieckiem Trazyla z Mendes i jego żony Aki II z Kommageny. Trazyl był gramatykiem, komentatorem literackim, który służył jako astrolog i był najbliższym przyjacielem Tyberiusza, podczas gdy Aka II była krommageńską księżniczką. Jej wujem ze strony matki był Tyberiusz Klaudiusz Balbilus, będący ojcem jej kuzynki Klaudii Kapitoliny, która później poślubiła ich wspólnego kuzyna Gajusza Juliusza Archelaosa Antiocha Epifanesa.
Przy urodzeniu otrzymała imię Enia, którego rdzeniem było nazwisko rodowe jej ojca Enniusz, podczas gdy jej przydomkiem było Trazylla wywodzące się ze starożytnego greckiego imienia Trazyl. Przydomek odziedziczyła po dziadku ze strony matki, co ewidentnie dowodzi jej pochodzenia od najsłynniejszego rzymskiego astrologa. Bardzo niewiele wiadomo o jej młodości i życiu przed małżeństwem.

## Małżeństwo i cesarskie koneksje
W 31 roku, Ennia poślubiła ówczesnego prefekta rzymskiej straży nocnej i pożarnej Kwintusa Newiusza Kordusa Sutoriusza Makrona, znanego również jako Kwintus Sutoriusz Makron lub po prostu Makron. Po upadku i śmierci prefekta gwardii pretoriańskiej Sejana w 31 roku, Makron został wyznaczony przez Tyberiusza na jego następcę. Zostawszy dowódcą pretorian Makron stał się bardzo ambitny. Dzięki jego pozycji, Ennia i jej mąż szybko zdobyli znaczne wpływy.
Wpływ na starzejącego się cesarza i posłuszny mu senat szybko pomógł Makronowi i Enni w zawiązaniu znajomości z ciotecznym wnukiem i następcą Tyberiusza, Kaligulą. W 34 roku pierwsza żona Kaliguli zmarła podczas porodu. Wkrótce romans Enni i Kaliguli stał się tajemnicą poliszynela. Miał on miejsce na wyspie Capri, gdzie znajdowała się główna siedziba cesarza. Kaligula nawiązał związek seksualny z żoną Makrona przy jego zgodzie i wiedzy, co miało mu zapewnić większy wpływ na przyszłego cesarza.
Swetoniusz podaje, że to Kaligula uwiódł Ennię; jednakże Tacyt twierdzi, że Makron zmusił żonę do romansu z następcą cesarskiego tronu, co miało zabezpieczyć ich pozycję po śmierci Tyberiusza.
W 34 roku podczas pobytu na Capri Kaligula przysiągł Makronowi, że jeżeli zostanie cesarzem to poślubi jego żonę i obietnicę tę potwierdził na piśmie. Potrzebował wsparcia prefekta gwardii w przejęciu władzy po coraz bardziej niedomagającym cesarzu. Niemal wszyscy rzymscy historycy opisujący śmierć Tyberiusza, która miała miejsce w 37 roku, zgodnie twierdzą, że został on uduszony poduszką przez Makrona i Kaligulę po tym jak ten drugi przedwcześnie zagarnął cesarski pierścień.
Kaligula panował od 37 do 41 roku. Ennia i Makron zapewniwszy mu władzę, zdobyli pozycję, która w przyszłości mogła zagrozić władzy cesarza. W zamian za okazane wsparcie, Makron został mianowany przez cesarza namiestnikiem Egiptu. W kilka miesięcy później wraz z żoną i dzieckiem wyruszyli do portu w Ostii, skąd mieli wyruszyć w dalszą podróż do stolicy Egiptu. Przed odpłynięciem otrzymali cesarski rozkaz nakazujący im popełnienie samobójstwa.